# Хевсури
Хевсури (груз. ხევსურები) — етнографічна група грузинів, корінне населення гірської області Хевсуреті — на південних схилах Великого Кавказу в басейні річки Хевсурська Арагві і у верхів'ях річки Аргун на північних схилах.

## Історія
До XIX століття хевсури фактично не підпорядковувалися жодній державі. Вони були православними, але у них зберігалося чимало пережитків язичництва, особливо анімізму. У 1812 році антиросійськи налаштованим грузинський царевич Олександр після поразки в Кахетії від російських військ втік до хевсурів. Це призвело в 1813 році до походу на Хевсуретію загону російських військ під командуванням генерала Федора Сімановича. Хевсури чинили опір, але були розбиті. Російськими військами було взято головне селище хевсурського народу Шатілі.
До кінця XIX століття хевсури зберегли надзвичайно багато первісного. Села хевсурів були родовими спілками, всередині яких шлюб був заборонений. Кровна помста була священним обов'язком не тільки кровних родичів, але навіть для однофамільців. Біля кожного будинку в хевсурському селищі була башта, в якій були запаси їжі і пиття. Поки хевсурські чоловіки з'ясовували стосунки з сусідами, старі, жінки і діти переховувалися в цих вежах.
Вміння битися холодною зброєю у хевсурів завжди вважалося головною перевагою чоловіка. Але в сутичках між односельцями (шугули) до важких ран, а тим більше до вбивства справа доходила рідко. Найвищою майстерністю вважалося лише злегка подряпати обличчя. Для цього використовувалися бойові кільця.
Хевсури зберігали багато особливостей свого традиційного устрою за радянських часів — костюм, зброя, звичаї, житло тощо. Наприкінці 1950-х років хевсурів примусово переселяли на рівнини, в результаті чого частина високогірних сіл опустіли. Переселення хевсурів виконувалося із залученням армійських підрозділів, на дорогах були виставлені кордони, щоб ніхто не міг повернутися назад у гори.

## Культура і побут
Основні заняття хевсурів — розведення великої рогатої худоби, вівчарство та землеробство: обробіток злакових культур. Також хевсури майстерно обробляють шерсть: тчуть тканини і в'яжуть шкарпетки. Крім того розвинені ремесла вишивки, різьблення по дереву, золотоковальство. З ілюстрованого журналу «Іскри» від 18 серпня 1913 року:
Хевсури, маленьке вмираюче кавказьке плем'я (6,5 тисячі душ), живе у важкодоступних долинах верхів'їв річки Арагві. Незважаючи на свою нечисленність, вони представляють складну етнографічну суміш і походять, ймовірно, від втікачів різних національностей, які шукали в цих високих місцях притулку і порятунку під час міжусобиць. За мовою хевсури близькі до грузинів, хоча їх наріччя не розуміють справжні грузини, що живуть у центрі. Властивості їх характеру: гостинність, красномовність, гордість і нічим не стримувана запальність. Це призводить до постійних кривавих сутичок, з десятками вбитих і поранених. Внаслідок цього хевсури завжди, навіть на польових роботах озброєні з ніг до голови. У релігійних відносинах хевсури — офіційно християни, але збереглося багато язичницьких, магометанських і навіть єврейських рис. Вони святкують і магометанську п'ятницю, і єврейську суботу, і християнське воскресіння. Для здійснення обрядів у них існує ціла ієрархія жерців, капища, жертовні посудини, криваві жертви і тощо. Займаються хевсури частково землеробством, але головним чином скотарством і полюванням. Мисливці вони чудові.

## Антропологія
Антропологічно хевсури належать до кавказійного типу, вище середнього зросту, мезокефали з голубими, іноді сіро-зеленими очима і світло-русявим волоссям.

## Хевсури в художній літературі та кінематографі
- Аркадій Гайдар «Вершники неприступних гір», 1927, повість.
- Михайло Джавахішвілі «Білий комірець», 1925, роман.
- А. Чжімбе «Люди ущелин: роман з життя хевсур», 1928, роман, з нарисом В. О. Гурко-Кряжина «У Хевсурських альпах».
- Є. Бобінська, К. Гертель «Помста Кабунаури», 1931, повість.
- Художній фільм «Хевсурська балада» (1966).

## Ілюстрації

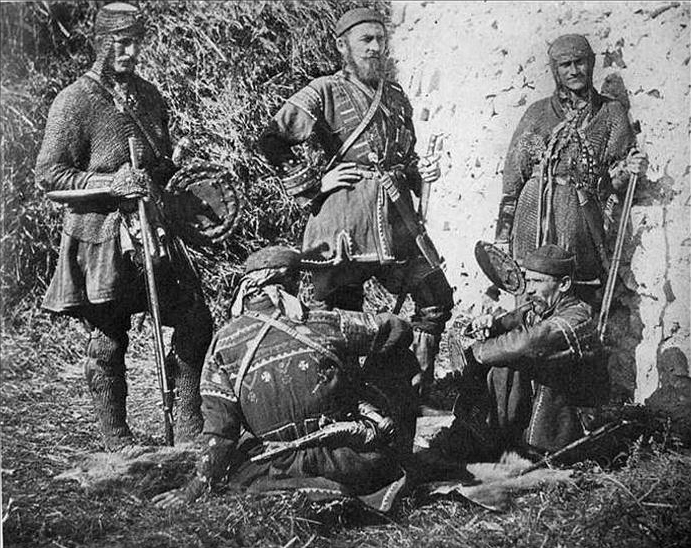
Хевсури в традиційних костюмах та обладунках, 1901 рік.
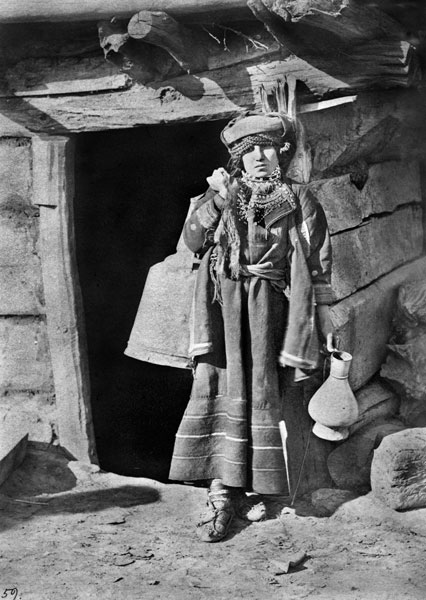
Хевсурка в традиційному костюмі, 1881 рік.
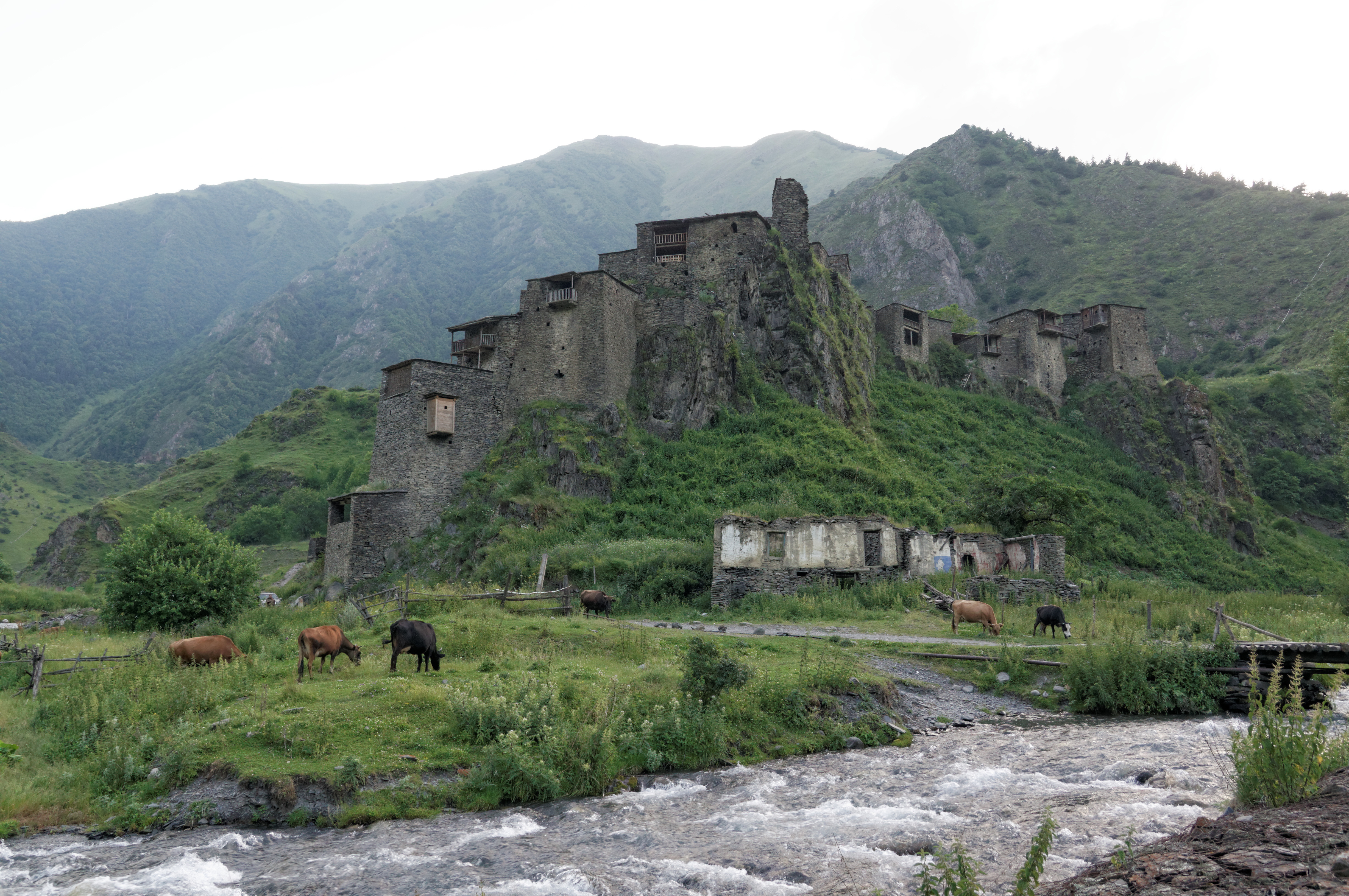
Укріплене село Шатілі.
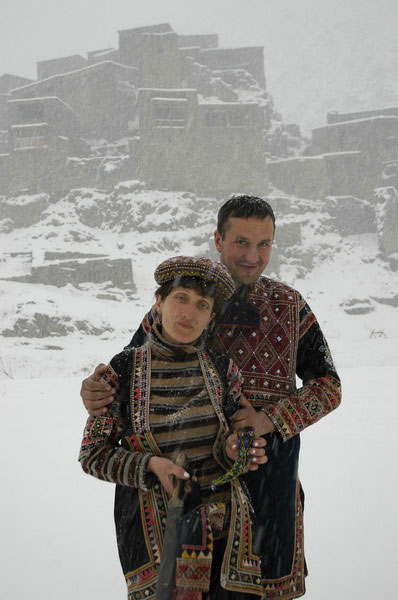
Хевсури Шатілі.
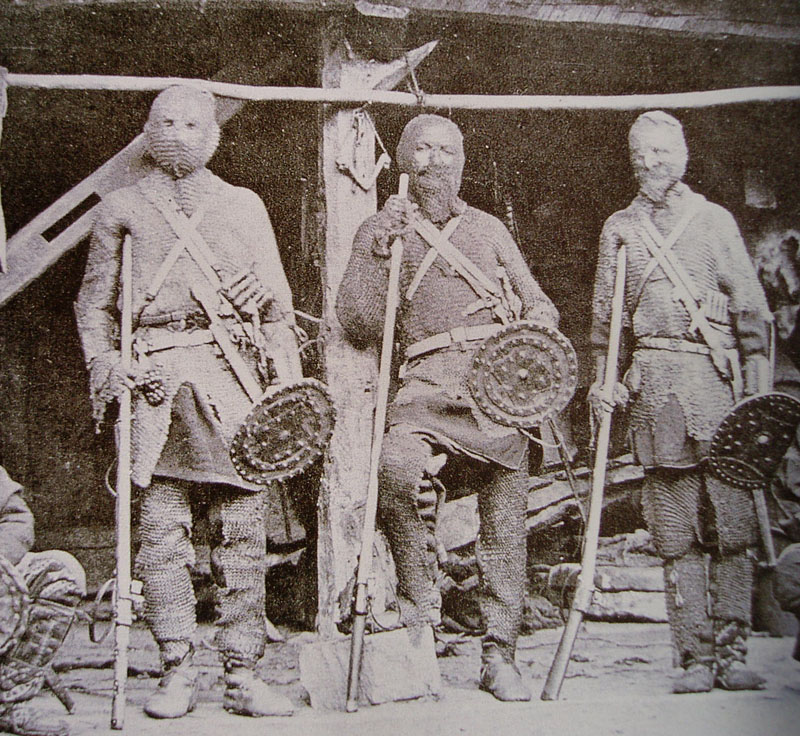
Воїни
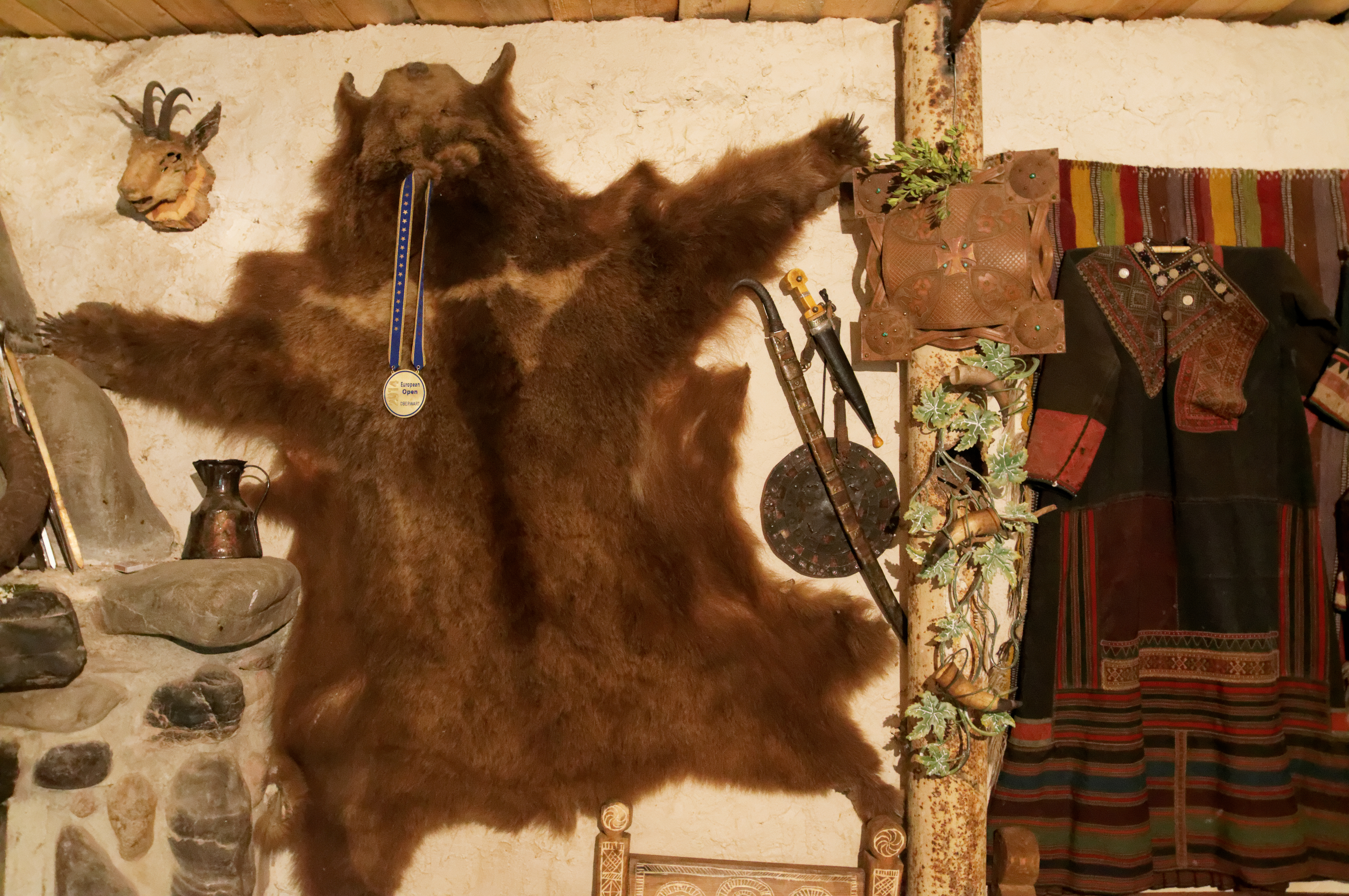
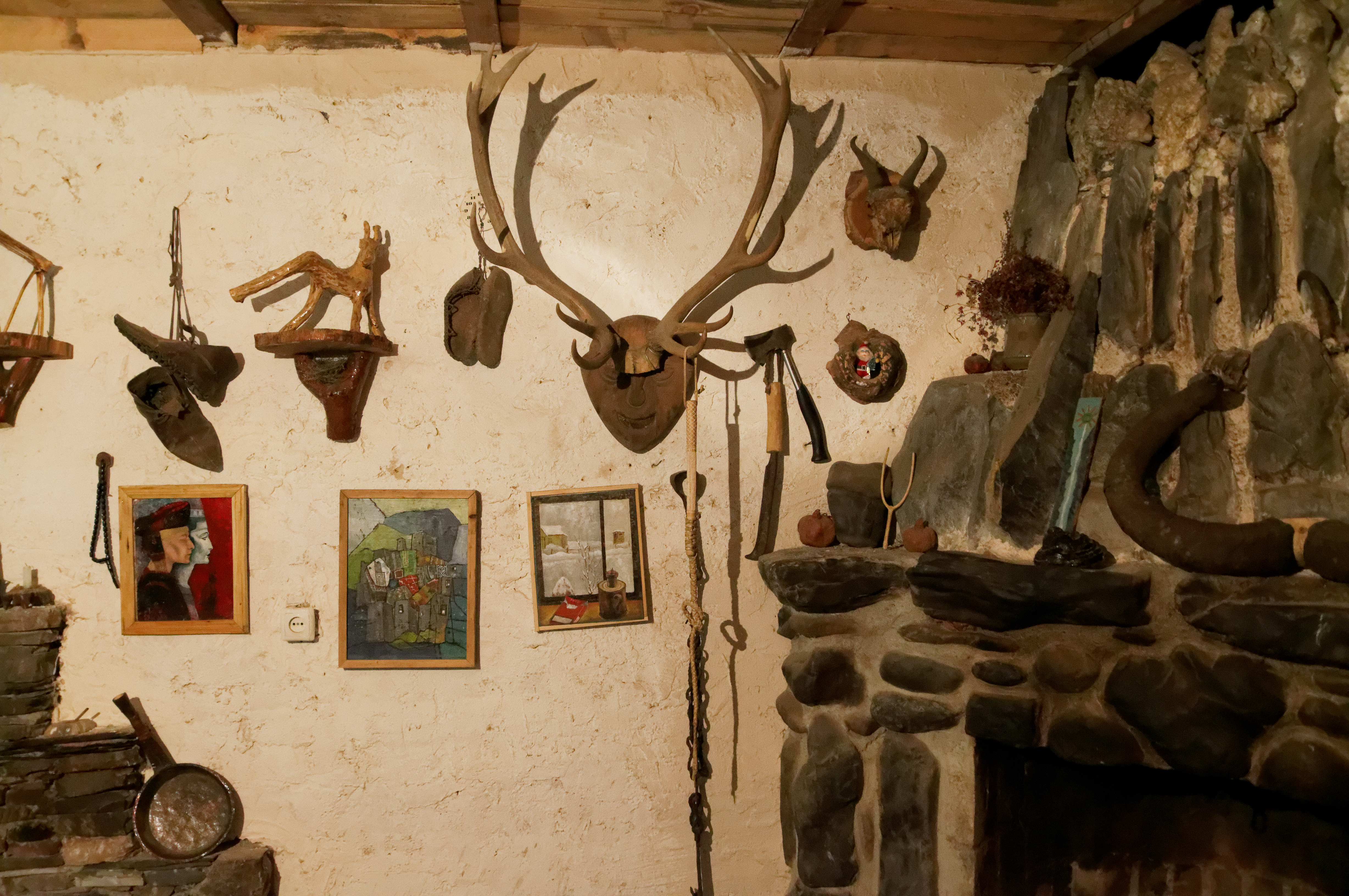